# Rio Manzanares
O rio Manzanares, ou, na sua forma portuguesa, Mançanares, é um rio do centro de Espanha, afluente do rio Jarama, que por sua vez é afluente do rio Tejo. O Manzanares nasce na serra de Guadarrama, no Ventisquero de la Condesa, um campo de neve na Serra de Guadarrama, e passa através da cidade de Madrid.
O rio acolhe diferentes ecossistemas e atravessa zonas de elevado valor ambiental, que recebem diferentes níveis de proteção. Sua bacia hidrográfica, desde o nascimento até o Monte de El Pardo, constitui o Parque Regional da Bacia do Alto Rio Manzanares (Parque Regional de la Cuenca Alta del Manzanares), com uma área de 52.796 hectares. O seu baixo curso também é protegido dentro do Parque Regional do Sudeste . No geral, podemos dizer que o único trecho do rio que não é protegido é o que passa através da área urbana de Madrid.

## Significado Histórico
O rio Manzanares, apesar de sua relevância geográfica limitada, teve uma grande importância histórica, a partir de sua estreita relação com a capital real da Espanha, Madrid. Na verdade, a cidade surgiu como uma fortaleza muçulmana do século IX, para defender o caminho fluvial existente ao longo do rio, ameaçado pelo avanço dos reinos cristãos, durante a Reconquista.
Muito antes, na pré-história, o rio concentrava ao seu redor uma intensa atividade humana, não só nas proximidades da atual Madrid, mas também em outras partes do curso. Existem sítios arqueológicos que mostram a presença de colonos da era paleolítica. 
Nos Idade Média, articulou-se em torno de sua bacia o Real de Manzanares , um grande e influente senhorio sob o controle da Câmara dos Mendoza, que foi objeto de disputa entre os Conselhos de Madrid e Segovia .

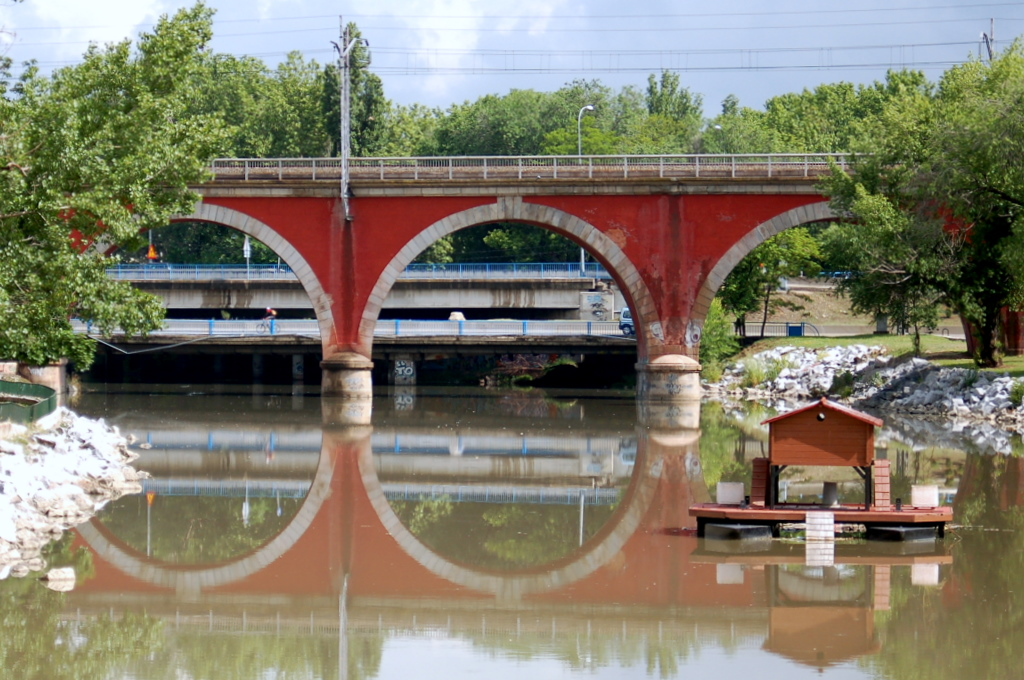
Durante a Guerra Civil espanhola, a Ponte dos Franceses foi cenário de momentos fundamentais na defesa da capital, e significou o batismo de fogo das Brigadas Internacionales

No século XX, o Manzanares foi uma linha de defesa importante de Madrid durante a Guerra Civil, e muitos bunkers ainda pode ser visto perto da aldeia de Perales del Río. A Ponte dos Franceses era de crucial importância devido à sua localização estratégica. Lá, as forças nacionalistas foram repetidamente repelidas e tiveram o acesso negado ao centro da cidade de Madrid. 
O rio também tem sido um tema recorrente para poetas, romancistas literários e jornalistas. Ele já apareceu em inúmeros poemas, romances, ensaios e artigos, como um objeto de escárnio (como na maioria dos grandes escritores da Idade de Ouro ), ou como objeto de bajulação (como Ramón Gómez de la Serna).

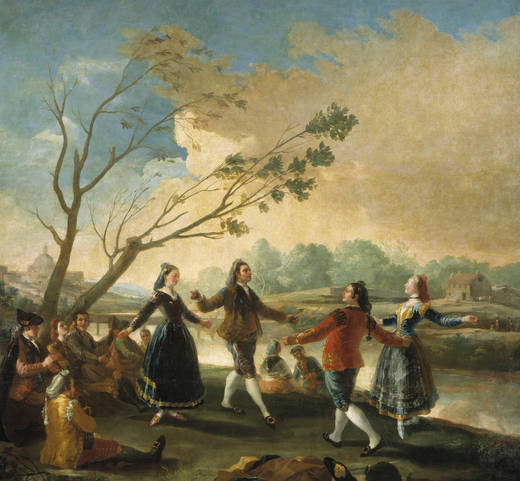
Baile a orillas del Manzanares, quadro de Goya que pertence à exposição do Museu do Prado.

Além disso, o rio tem inspirado pintores. Este é o caso de algumas das mais famosas pinturas de Francisco de Goya (O Prado de San Isidro, Baile a orillas del Manzanares, La merienda ), em que se mostram os habitantes de Madrid com roupas tradicionais, envolvidos em atividades como jogos, procissões ou festividades nas margens do rio. O pintor aragonês viveu desde 1819 na Quinta del Sordo, fazenda situada nas margens do Manzanares. No final do século XIX e início do XX , Aureliano de Beruete pintou as margens em algumas de suas pinturas.
A maioria dos desenhos e gravuras antigas de Madrid refletem a cidade desde de sua extremidade ocidental, com o Manzanares em primeiro plano. Em alguns deles, o rio é enorme: com um fluxo caudaloso, onde são representadas as ilhas e os barcos que cruzavam seu curso.

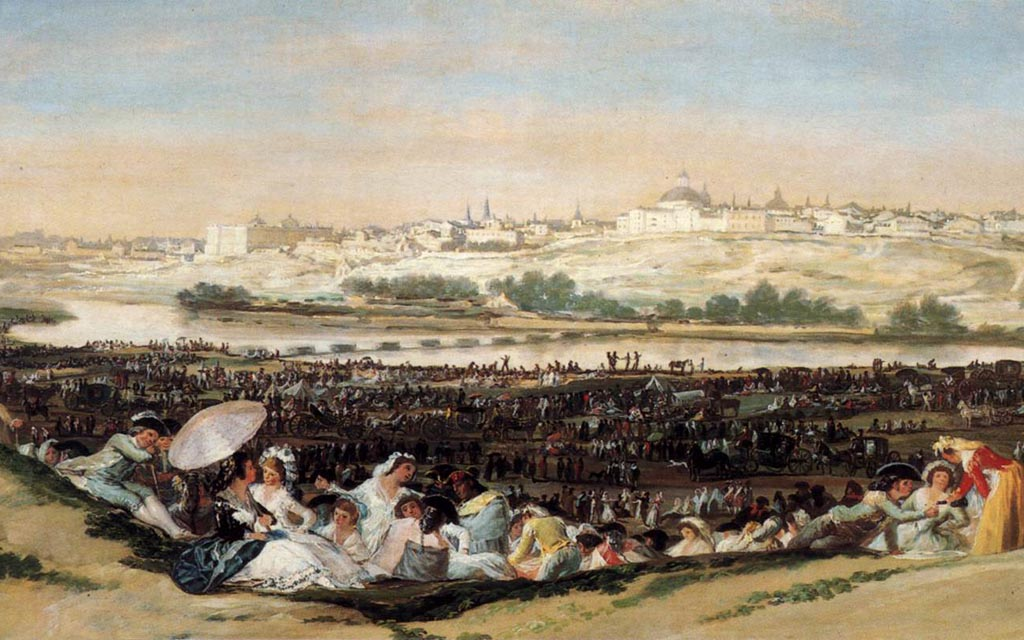
La pradera de San Isidro, de Goya

No campo da fotografia, tem havido vários artistas que retrataram o rio. Um dos mais importante é Alfonso Sanchez Garcia, mais conhecido como Alfonso, autor, entre outras obras, da fotografia Lavaderos del rio Manzanares . A foto capta um antiga vocação do rio: a lavagem de roupas. Desde a criação do capital em Madrid, no século XVI, até o segundo terço do século XIX , as margens do rio foram utilizados para a lavagem de roupa.  As obras de rodovia subterrânea Calle 30, terminadas em 2007, descobriram restos das antigas instalações da Lavanderia Policarpo Herrera (iniciada em 1831), ao lado da Ponte de Toledo, e duas outras casas de lavanderia entre as Pontes del Rey e de Segóvia , bem como alguns canais artificiais escavados paralelamente ao rio para facilitar o trabalho das lavadeiras. 